# Beaverlodge (Alberta)
Beaverlodge é uma cidade Canadense, do Norte da província de Alberta.